# Bee Cave, Texas
Bee Cave là một thành phố thuộc quận Travis, tiểu bang Texas, Hoa Kỳ. Năm 2010, dân số của xã này là 3925 người.

## Dân số
- Dân số năm 2000: 656 người.
- Dân số năm 2010: 3925 người.